# Șîșkîne, Novoukraiinka
Șîșkîne (în ucraineană Шишкине) este localitatea de reședință a comunei Șîșkîne din raionul Novoukraiinka, regiunea Kirovohrad, Ucraina.

## Demografie
Componența lingvistică a localității Șîșkîne
     Ucraineană (97,54%)
     Rusă (1,23%)
     Română (1,23%)
Conform recensământului din 2001, majoritatea populației localității Șîșkîne era vorbitoare de ucraineană (97,54%), existând în minoritate și vorbitori de rusă (1,23%) și română (1,23%).